# Saran Kaba Jones
Pour les articles homonymes, voir Jones.
Saran Kaba Jones est une militante libérienne à la tête de FaceAfrica, une organisation de lutte contre la pauvreté et la crise de l'eau au Liberia par l'installation de pompes à eau. En 2013, The Guardian la place parmi les 25 femmes les plus influentes d'Afrique.